# AnadoluJet
AnadoluJet — турецька бюджетна авіакомпанія, дочірнє підприємство Turkish Airlines.. Базується в міжнародному аеропорту Есенбога міста Анкара, виконує внутрішні рейси по території Туреччини. У 2021 році перевізник анонсував рейси до Києва та Одеси.

## Історія
Авіакомпанія створена 23 квітня 2008 року. Спочатку авіапарк становили 4 літаки Boeing 737-400.

## Флот
На лютий 2020 року авіапарк становили такі типи повітряних суден (салони літаків повністю складаються з економкласу).
| Літак          | Всього | Пасажирських місць | Примітки                  |
| -------------- | ------ | ------------------ | ------------------------- |
| Boeing 737-800 | 38     | 189                | Належать Turkish Airlines |
| Разом          | 38     |                    |                           |

У 2011 році 2 літака BoraJet були передані в мокрий лізинг AnadoluJet і отримали ліврею з логотипами обох компаній.

## Партнери компанії з «єдиним кодом»
«AnadoluJet» має угоду про «єдиний код» з:
- Turkish Airlines